# Шанхайский большой театр
Большой театр Шанхая (кит. 上海大剧院) — расположен на пересечении Центрального бульвара и Huangpi Road South в северной части Народной площади в районе Хуанпу (Шанхай). Один из крупнейших и наиболее технически оснащенных театров мира. С момента открытия 27 августа 1998 года на его сцене было представлено более 6000 постановок в жанре оперы, мюзикла, балета, симфонии, концертов камерной музыки и китайской оперы. Здание является резиденцией Шанхайского дома оперы. В 2015 в театре прошла церемония награждения Laureus World Sports Awards.

## Архитектура
Театр занимает площадь 2,1 га, при общей площади застройки 70 000 м² и вмещает внутри три театра: Lyric Theatre на 1800 мест, драматический театр на 600 мест и театр-студию на 300 мест. Сцена Lyric Theatre, которая имеет площадь около 1700 м², включая главную сцену, заднюю ступень, левую и правую дополнительные сцены, является одной из крупнейших, наиболее оснащенных и самых универсальных механических сцен мира. Дополнительно в состав театра входят банкетный зал, кассы и подземный паркинг.

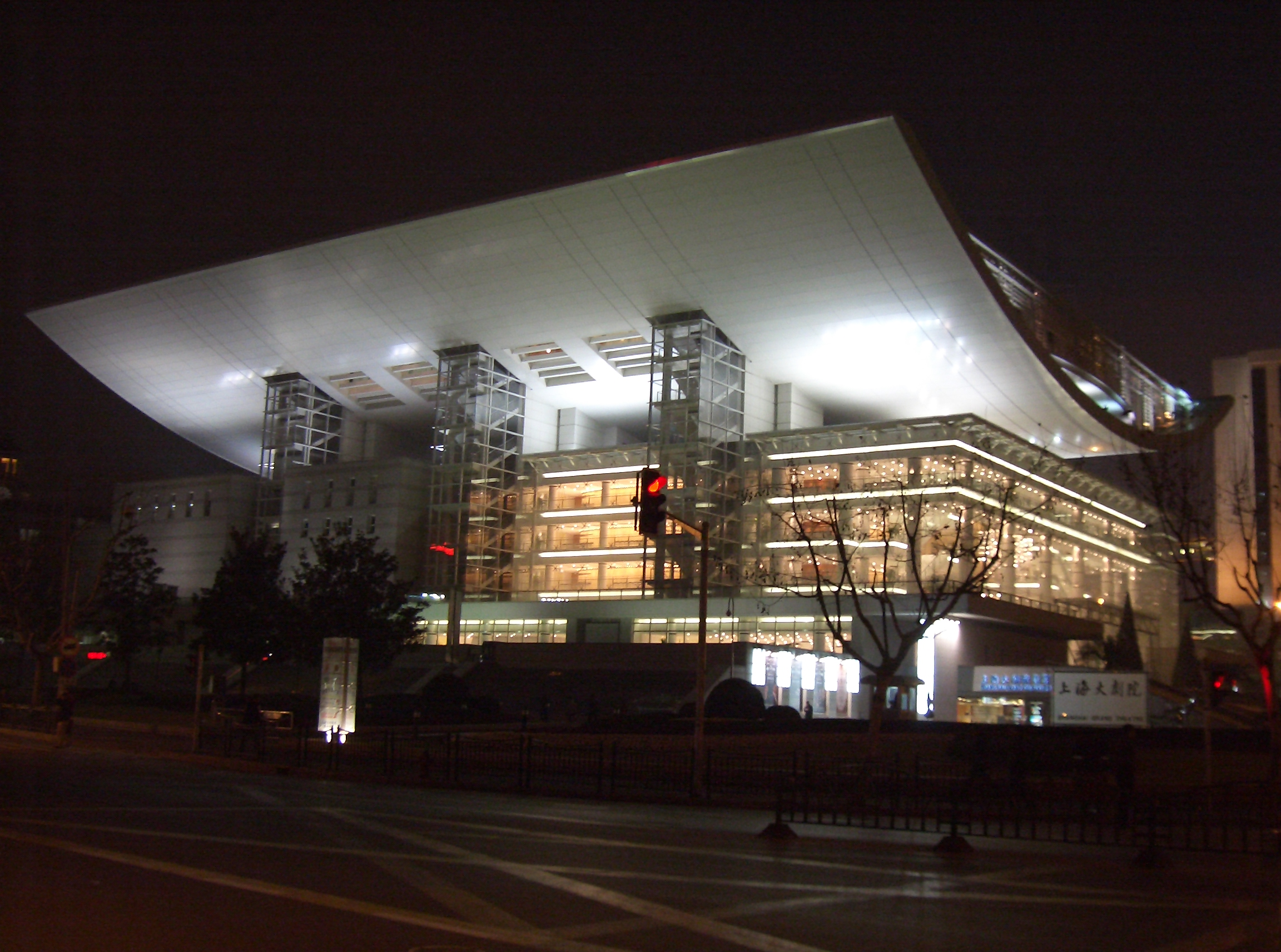
Большой театр Шанхая ночью.

Отличительный архитектурный стиль здания был разработан известной компанией ARTE Charpentier, основанной французским архитектором Жаном-Мари Шарпантье. Интерьер был создан Studios Architecture. С наступлением ночи, световые установки вокруг здания придают ему внешний вид, напоминающий хрустальный дворец.